# استافیلوکوکوس زایلوسوس
استافیلوکوک زایلوسوس (نام علمی: Staphylococcus xylosus)، باکتری کروی‌شکل، گرم مثبت، کواگولاز منفی و غیرمتحرک از جنس استافیلوکوک است. این باکتری به‌طور معمول به عنوان بخشی از فلور نرمال پوست انسان، حیوانات (به ویژه جوندگان و نشخوارکنندگان) و محیط‌های خاکی یافت می‌شود.

## ویژگی‌های میکروبیولوژیک
استافیلوکوک زایلوسوس در محیط کشت آگار خوندار کلونی‌های سفید تا کرم رنگ با قطر ۱–۲ میلی‌متر تشکیل می‌دهد. این باکتری کاتالاز مثبت و قادر به تخمیر گلوکز، مانیتول و مالتوز با تولید اسید و گاز است. همچنین توانایی تجزیه ژلاتین و کازئین را دارد که در تشخیص آن از دیگر استافیلوکوک‌های کواگولاز منفی مفید است.

### مقاومت آنتی‌بیوتیکی
برخی سویه‌های این باکتری به نووبیوسین و اریترومایسین مقاوم هستند، اما معمولاً به فلوروکینولون‌ها (مانند سیپروفلوکساسین)، تیکوپلانین و تتراسایکلین حساس می‌باشند. گزارش‌هایی از حضور ژن‌های مقاومت به متی‌سیلین (mecA) در سویه‌های جدا شده از دام‌ها وجود دارد.

## اهمیت بالینی
استافیلوکوک زایلوسوس به طور کلی یک پاتوژن فرصت‌طلب محسوب می‌شود و در افراد سالم به ندرت بیماری‌زا است. با این حال، در موارد زیر گزارش شده است:  
- عفونت‌های پوستی: مانند درماتیت بینی در جوندگان خانگی (مانند همستر و جربیل).
- عفونت‌های ادراری: به ویژه پیلونفریت در بیماران دارای کاتتر ادراری.
- ماستیت گاوی: التهاب پستان در گاوهای شیری که ممکن است به کاهش تولید شیر منجر شود.
- استافیلوکوکوزیس در طیور: ایجاد آبسه‌های چرکی در اندام‌های داخلی.[۴]

## کاربردهای صنعتی
این باکتری به دلیل تولید آنزیم‌های پروتئولیتیک و لیپولیتیک، در صنایع غذایی به ویژه تولید فرآورده‌های گوشتی تخمیری (مانند سوسیس و سالامی) و پنیرهای خاص (مثل پنیر اسمیراگدا) استفاده می‌شود. فعالیت نیترات ردوکتازی آن نیز در تثبیت رنگ محصولات گوشتی نقش دارد.

### نگرانی‌های بهداشتی
اگرچه سویه‌های صنعتی عموماً بی‌خطر (GRAS) شناخته می‌شوند، اما انتقال ژن‌های مقاومت آنتی‌بیوتیکی از طریق زنجیره غذایی به انسان، موضوع تحقیقات ایمنی زیستی است.

## تشخیص آزمایشگاهی
- تست کواگولاز: منفی (متمایز از استافیلوکوک اورئوس).
- تست DNase: مثبت.
- تخمیر ترئالوز: مثبت (برخلاف استافیلوکوک ساپروفیتیکوس).
- تشخیص مولکولی: استفاده از تکنیک‌های PCR با پرایمرهای اختصاصی ژن rpoB یا tuf.[۲]

- استافیلوکوک اورئوس
- مقاومت آنتی‌بیوتیکی
- فرآورده‌های گوشتی تخمیری